# Eddy Silvestre
Eddy Silvestre Pascual Israfilov (Roquetas de Mar, Almería, Andalucía, España, 2 de agosto de 1992), conocido como Eddy Silvestre, es un futbolista azerí. Juega de centrocampista en el Johor Darul Takzim F. C. de la Superliga de Malasia.

## Trayectoria
Eddy se formó en las bases del Roquetas C. F. durante 8 años, posteriormente fue seleccionado entre casi 2000 futbolistas para la academia del A. C. Milan, estando en la escuela que la entidad italiana tiene en España durante 2 años, dónde su experiencia fue un magnífico progreso en su carrera, regresó al equipo de División de Honor juvenil del Polideportivo Ejido hasta que llegó a las bases del Real Murcia para incorporarse al conjunto de División de Honor. Jesús González, su representante, lo vio y lo fichó. Tras llamar a Pedro Muñoz, que era el responsable de las bases del Murcia, éste fue a verlo en un partido contra el Real Jaén y quedó entusiasmado, ya que el jugador marcó un gol e hizo un gran partido y Muñoz se lo recomendó a Sergio Fernández, entonces director deportivo del Real Murcia que no lo dudó y le hizo un contrato hasta 2015 y le puso una cláusula de 15 millones de euros.
Debutó en la temporada 2010-2011 con el primer equipo del Real Murcia en Segunda B, en un encuentro ante el Jumilla C. F. El centrocampista almeriense militó en el Imperial durante 2010 hasta 2012, completando en la temporada 2011/12 con 23 partidos (15 como titular), por culpa de una lesión Eddy estuvo en blanco los tres primeros meses del año 2012.
En agosto de 2012 debutó en Segunda durante el encuentro frente al Sporting de Gijón y durante la temporada 2012-13, Gustavo Siviero le ha dado numerosas oportunidades hasta formar parte de la primera plantilla murcianista con el dorsal 28 en la espalda.
Tras una buena temporada con el Real Murcia llegando a disputar más de 37 partidos, el último día del mercado de fichajes para la temporada 2014-15 se confirmó la cesión por una temporada del joven jugador español al Granada C. F., equipo que se reservó una opción de compra.
En julio de 2015 se marcha cedido por el Murcia a la S. D. Eibar, y en el mercado invernal de dicha temporada llega cedido al Córdoba CF. En ninguno de esos equipos logró encontrar su mejor juego por lesiones o falta de confianza del entrenador. 
En julio de 2016 todo hacía indicar que marcharía al Fulham Football Club de la Football League Championship, recibiendo el Real Murcia un traspaso de 200.000 euros, pero finalmente el jugador firmó a coste cero por el Cádiz C. F. por dos temporadas, anunciándose el fichaje el 18 de agosto.
Tras rescindir su contrato con el Cádiz C. F., el 29 de agosto de 2017 firmó por tres años con el Gimnàstic de Tarragona.
En febrero de 2018, tras desvincularse del Gimnàstic de Tarragona, fichó por la A. D. Alcorcón, por lo que restaba de temporada y dos más.
El 12 de agosto de 2019 se oficializó su fichaje por el Albacete Balompié, por cuatro temporadas. Quedó libre en junio de 2021 tras el descenso a Primera División RFEF, estuvo a prueba en el C. D. Lugo y en enero de 2022 firmó por dos años y medio con el Neftchi P. F. K. azerí. Pasado ese tiempo se marchó a Malasia para jugar en el Johor Darul Takzim F. C.

## Selección nacional
En el plano internacional, Eddy juega con la selección de Azerbaiyán, lugar de nacimiento de su madre. Hizo su debut el 28 de marzo de 2015 en un partido contra Malta perteneciente a la clasificación para la Eurocopa 2016.
Eddy también pudo haber representado a Angola, ya que su padre es oriundo del país africano, o a España, debido a su propio nacimiento.

## Clubes
Actualizado a fecha 12 de agosto de 2019.
| Club                       | País       | Año       |
| -------------------------- | ---------- | --------- |
| Real Murcia Imperial C. F. | España     | 2011-2012 |
| Real Murcia C. F.          | España     | 2012-2016 |
| Granada C. F. (cesión)     | España     | 2014-2015 |
| S. D. Eibar (cesión)       | España     | 2015-2016 |
| Córdoba C. F. (cesión)     | España     | 2016      |
| Cádiz C. F.                | España     | 2016-2017 |
| Gimnàstic de Tarragona     | España     | 2017-2018 |
| A. D. Alcorcón             | España     | 2018-2019 |
| Albacete Balompié          | España     | 2019-2021 |
| Neftchi P. F. K.           | Azerbaiyán | 2022-2024 |
| Johor Darul Takzim F. C.   | Malasia    | 2024-     |